# Craspedochiton rubiginosus
Craspedochiton rubiginosus är en blötdjursart som först beskrevs av Hutton 1872.  Craspedochiton rubiginosus ingår i släktet Craspedochiton och familjen Acanthochitonidae. Inga underarter finns listade i Catalogue of Life.